# Kristalizacijski efekt
Kristalizacijski efekt je efekt koji dolazi kod punjivih baterija. Bit ove pojave je što baterija pamti manji kapacitet ako ju se puni prije nego što se potpuno isprazni. Osobito je izražen kod nikal-kadmijevih baterija i to kod starijih generacija.
Problem se sastoji kod toga što je jedan metal u bateriji prisutan kao mnoštvo vrlo sitnih kristala. U određenim okolnostima kao što je učestalo prepunjavanje baterije, može se dogoditi ulančavanje tih kristala u veće kristale. Posljedica je da se povećava otpor, baterija unutar sebe gubi korisnu površinu pa se smanjuje kapacitet i napon što ga može proizvesti. Drugi događaj kod spojenih kristala koji može nastupiti jest kad se kristali ulančaju u tako dugi lanac koji postane dendrit i kratkospoji pozivitni i negativni pol baterije, zbog čega nastane kratki spoj, silno samopražnjenje i baterija je prividno gotova sa svojim vijekom. Oba metala u bateriji podložna su kristalizaciji, i kadmij i nikal. Zbog toga NiCd baterija više je izložena kristaliziranju od NiMH baterije, jer se u njoj oba metala kristaliziraju.
Kristalizaciju unutar baterije možemo razbiti brzim punjenjem, ali time punjač povlači više struje, može se skratiti životni vijek baterije i ovisno o vrsti baterije, mora se paziti na rizik od prepunjavanja.